# Farchad Charki
Farchad Ibragimowicz Charki (ros. Фархад Ибрагимович Харки; ur. 20 kwietnia 1991) – kazachski sztangista. Brązowy medalista olimpijski z Rio de Janeiro.
Zawody w 2016 były jego drugimi igrzyskami, debiutował w wieku 19 lat w 2012 w Londynie. Po brąz sięgnął w wadze do 62 kilogramów. W 2013 zdobył srebrny medal mistrzostw Azji. W 2013 został zawieszony na dwa lata za stosowanie metenolonu, kara zakończyła się 8 lipca 2015.